# Cafaro (cognome)
Cafaro è un cognome di lingua italiana.

## Varianti
Cafà, Cafarelli, Cafarello, Cafariello, Caffa, Caffà, Caffaratti, Caffarelli, Caffarellino, Caffarello, Caffari, Caffariello, Caffaro, Caffe, Caffè, Caffi, Caffieri, Caffiero, Caffo, Cafieri, Cafiero, Ceffi, Gaffarelli, Gaffarello, Gaffari, Gaffarini, Gaffaro, Gaffè, Gaffi, Gaffo, Gaffodio, Gaffoglio, Gaffuri, Gaffurini, Gaffurio.

## Origine e diffusione
Il cognome è tipicamente centro-meridionale con prevalenza in Campania.
Potrebbe derivare dal termine dialettale cafaro, dal calabrese cafaru, "cavo", o dall'arabo käfur, "infedele", o ancora dal latino caput, "testa", risultando in tal caso affini al cognome Testa. Potrebbero altresì essere legati al coronimo Caffa in Etiopia.
Le varianti Cafiero e Cafariello sono campane; Gaffarelli, Caffa e Caffarelli compaiono al centro-nord; Gaffo è lombardo e veneto; Ceffi compare sporadicamente in Lombardia.

## Persone
- Pasquale Cafaro o Caffaro (1715-1787) – compositore italiano
- Pignaloso Cafaro – ingegnere e architetto italiano del sec. XVI
- Sergio Cafaro (1924-2005) – pianista italiano